# Bílá horečka
Bílá horečka (v originále Ambushed) je americký akční thriller z roku 2013, který režíroval Giorgio Serafini podle scénáře Agustina. Ve filmu hrají Dolph Lundgren, Vinnie Jones, Randy Couture, Gianni Capaldi a Daniel Bonjour. Lundgren, Jones a Capaldi později spolupracovali se Serafinim na filmech Krvavé zúčtování a Jistá spravedlnost.

## Děj
Nevýrazní drogoví dealeři Eddie a Frank jsou nespokojení se svým malým dosahem a domluví si schůzku se svým dodavatelem Madsenem. Místo vyjednávání však Frank impulzivně Madsena zastřelí a sebere jeho kokain. Eddieho nadšení se rychle změní v obavy, když se dozví o Madsenově smrti, ale Frank ho přesvědčí, aby se vlichotili do přízně drogového bosse Vincenta Camastry.
Zatímco Frank se snaží zachránit svůj vztah se svou naivní přítelkyní Ashley, zkorumpovaný policista Jack Reiley zastrašuje své informátory, aby získal informace a Camastra pošle vrahy, aby zabili Eddieho. Po krátké přestřelce s vrahy Camastra osobně Eddieho zbije do bezvědomí. Ashley, která je podezřívavou vůči Frankovu tajemnému životnímu stylu, je šokována, když ji zavolají Kathy a Beverly, Eddieho přítelkyně, že Camastra unesl Eddieho.
Beverly, která je tajná agentka DEA, je ve vztahu s dalším agentem DEA Maxwellem, který se obává, že její zapojení do vyšetřování je příliš nebezpečné. Beverly a Maxwell rozšíří své vyšetřování tak, aby zahrnovalo Reileyho, ale je jim zakázáno podniknout jakékoli kroky, dokud nedostanou také Camastru. Frank navštíví Camastru a Eddie úspěšně vyjedná dva dny na splacení dluhu Camastrovi. V nočním klubu, který Frank vlastní, se Reiley pokusí Franka vydírat, ale je střelen do ruky a ponechán na silnici. Neschopný vysvětlit svou situaci, je Reiley poslán na neplacenou dovolenou a dozví se, že interní vyšetřovatel proti němu připravuje případ. Nucen opustit své plány na pohodlný odchod do důchodu, Reiley se stane ještě nestálejším a unese Ashley. Vtrhne do Eddieho bytu, vezme Kathy a Beverly jako rukojmí a čeká, až se Frank a Eddie vrátí.
Zatímco Maxwell a jeho tým spěchají do bytu, Frank a Eddie diskutují o svých budoucích plánech. Frank chce zanechat kriminálního života; Eddie, přestože Frankovi přeje vše dobré, chce zůstane dál "podnikat". Frank přiznává, že mu bude chybět vzrušení z akce, ale chce normální život s Ashley, kterou plánuje požádat o ruku. Frank, Eddie a agenti DEA všichni vtrhnou v rozmezí několika minut do Eddieho bytu. V nastálém zmatku Reiley zabije několik lidí, včetně Eddieho a Ashley. V chaosu Beverly osvobodí Kathy a Reiley s Frankem uniknou. Maxwell chytí Reileyho a bojuje s ním; posily přicházejí právě ve chvíli, kdy Maxwell Reileyho zneškodní. V poslední scéně Frank truchlí nad ztrátou Ashley a přemýšlí, co bude dělat dál, když přišel jak o hlavní, tak záložní plán dalšího života.

## Obsazení
- Dolph Lundgren jako agent Evan Maxwell
- Randy Couture jako detektiv Jack Reiley
- Vinnie Jones jako Vincent Camastra
- Gianni Capaldi jako Eddie
- Daniel Bonjour jako Frank
- Carly Pope jako Beverly
- Susie Abromeit jako Kathy
- Cinthya Carmona jako Ashley
- Domiziano Arcangeli jako Madsen
- Holly Lynch jako Vicky
- Giorgio Serafini jako Sanchez